# Minneapolis
Minneapolis is de grootste stad van Minnesota, en de hoofdplaats van Hennepin County. Het aantal inwoners bedraagt 422.331 (2017). Het is niet de hoofdstad van Minnesota, dat is Saint Paul, waarmee Minneapolis een dubbelstad vormt die bekendstaat als Twin Cities, de agglomeratie Minneapolis-Saint Paul.
Minneapolis ligt in het zuidoostelijk deel van Minnesota, westelijk van Saint Paul. De naam Minneapolis is samengesteld uit het Dakotaanse woord minne dat "water" betekent, en het Griekse woord polis dat "stad" betekent.

De stad wordt ook wel "City of Lakes" genoemd.

## Geschiedenis
Minneapolis is ontstaan bij de watervallen van Saint Anthony, de hoogste watervallen in de Mississippi. Stroomopwaarts was de rivier hier niet bevaarbaar, tot er in 1960 sluizen werden gebouwd. Pater Louis Hennepin was de eerste Europeaan die het gebied verkende. De watervallen zijn naar hem genoemd, evenals de county waarin Minneapolis is gelegen. De groei van de plaatsjes Minneapolis en Saint Anthony bij de watervallen werd in de jaren veertig van de 19e eeuw bevorderd door de nabijheid van Fort Snelling. In 1867 werd Minneapolis een stad. In 1872 ging Saint Anthony samen met Minneapolis.
Aanvankelijk was de stad actief in de houtindustrie, maar al snel ontwikkelde de plaatselijke economie zich rond het malen en verwerken van het graan van de Great Plains. Nog steeds zijn bedrijven als General Mills en Pillsbury in de stad gevestigd. Tijdens de hoogtijdagen van weleer stond Minneapolis bekend als de "milling capital of the world". Tegenwoordig wordt Minneapolis nog steeds Mill City genoemd. De stad staat bekend om zijn medische industrie en financiële instellingen, alsmede het grootste winkelcentrum in de Verenigde Staten, de Mall of America, dat is gevestigd in Bloomington, een voorstad ten zuiden van Minneapolis. Minneapolis was ook het hoofdkwartier van Honeywell International Inc.
In Minneapolis is voorts de grootste campus van de University of Minnesota gevestigd, een van de top-tien-universiteiten van de Verenigde Staten qua aantal studenten, met meer dan 51.000 studenten in 2017-2018.

### Instortende brug in 2007
Op 1 augustus 2007 stortte tijdens de avondspits een veertig jaar oude verkeersbrug over de Mississippi in. Tientallen auto's verdwenen in de diepte en dertien personen kwamen om het leven.

### Rellen in 2020
Naar aanleiding van de dood van George Floyd door toedoen van een agent, ontstonden er in mei 2020 rellen in Minneapolis met plunderingen en brandstichting. Ook werd een politiebureau bestormd en volledig in de as gelegd.
Floyd werd in 2007 beschuldigd van een gewapende overval waarvoor hij veroordeeld werd en een gevangenisstraf van vijf jaar moest uitzitten. Nadat hij werd vrijgelaten verhuisde Floyd naar Minneapolis om een nieuwe start te maken. Ten tijde van zijn dood was hij net zijn baan kwijtgeraakt door de coronacrisis.
Het lijkt erop dat de aanleiding van de rellen de aanname is dat de betrokken agenten de zwarte George Floyd op basis van raciale kenmerken mishandelden met de dood tot gevolg. De mishandeling bestond erin om een aanhoudende klem-wurggreep te gebruiken ondanks indicaties dat de persoon het bewustzijn had verloren. Alle vier agenten werden kort na het overlijden van Floyd ontslagen. Ze zijn daarna ook in staat van beschuldiging gesteld. De agent die zijn knie op Floyds nek legde riskeert een celstraf van maximaal 40 jaar.

## Verkeer en vervoer
Een systeem van skyways (volledig overdekte voetgangersbruggen) verbindt gebouwen in downtown Minneapolis, zodat men door de stad kan lopen zonder last te hebben van de koude winters of de hete zomers.
In het zuiden van Minneapolis en Saint Paul is Minneapolis-Saint Paul International Airport gevestigd.
In 2004 heeft men in Minneapolis de beschikking gekregen over een lightrail-lijn die van het stadscentrum naar het internationale vliegveld loopt, de zogenaamde Hiawatha Line.

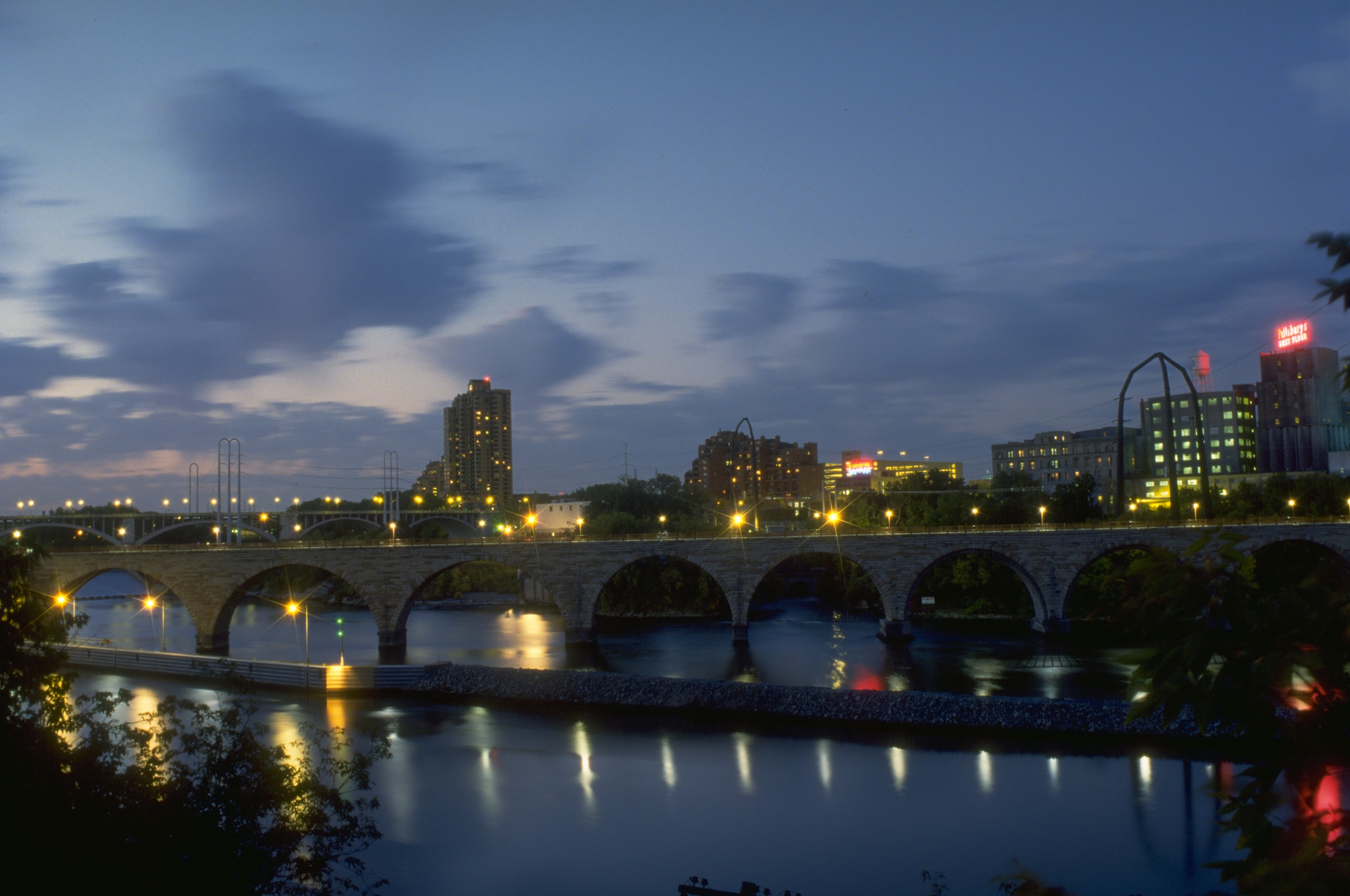
Minneapolis bij zonsondergang, met in de voorgrond de stenen boogbrug, en de oude graanmolens

## Media en kunst
Het belangrijkste dagblad in Minneapolis is de Minneapolis Star Tribune.

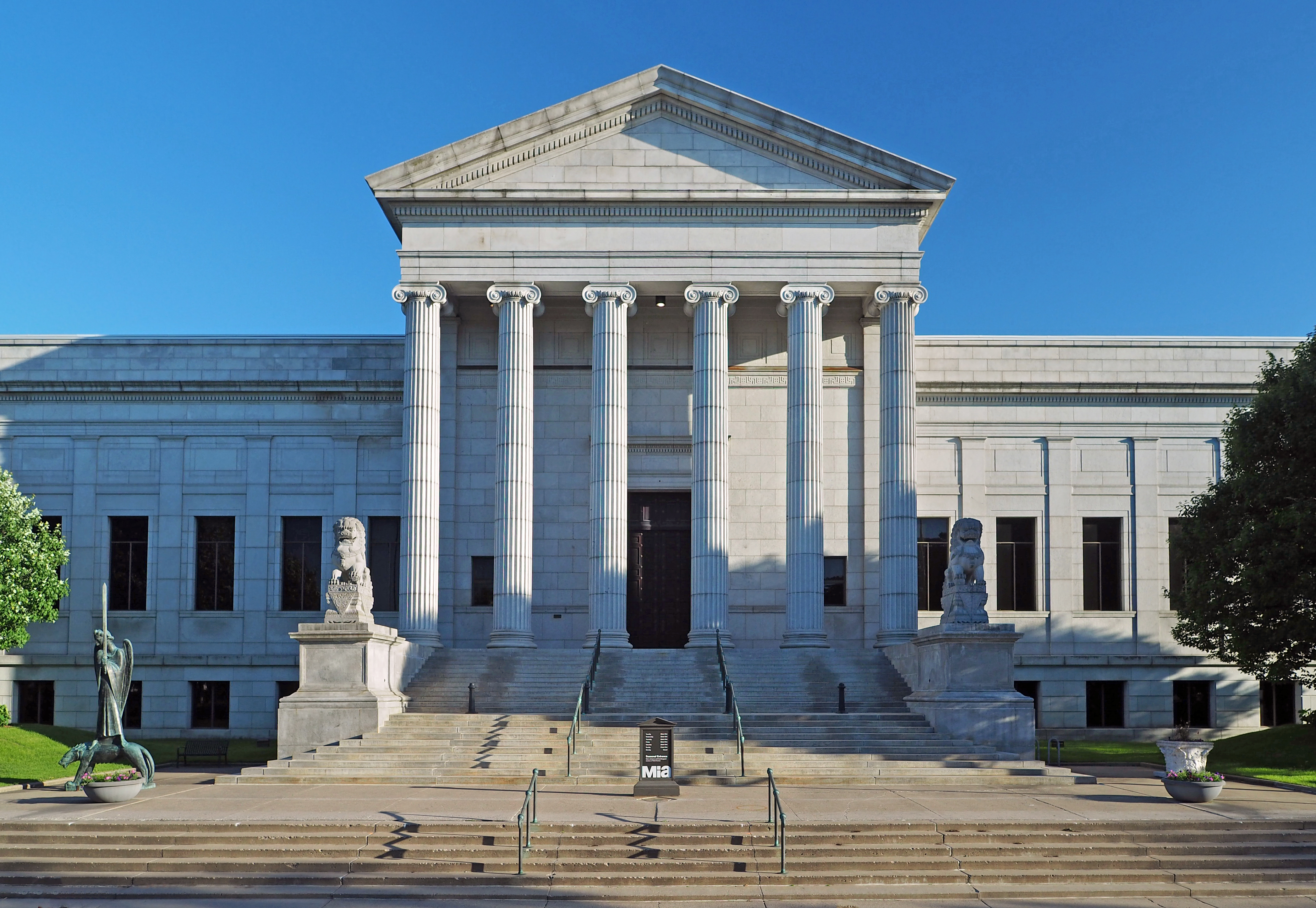
Minneapolis Institute of Art

Het Minneapolis Institute of Art (Mia) is een van de grootste musea voor beeldende kunst in de Verenigde Staten en heeft een collectie die 5000 jaar omspant met ongeveer 90.000 kunstwerken.
Minneapolis en Saint Paul zouden na New York het grootste aantal theaterbezoeken per hoofd van de bevolking kennen, wat wellicht wordt bevorderd door de strenge winters.
De stad staat bekend om de Minneapolis Sound: een stroming in de popmuziek, die in de jaren '80, onder aanvoering van Prince, furore maakte. De muziek kenmerkt zich door een combinatie van vooral new-wave en funk, vermengd met synthesizers. Bekende artiesten waren, naast Prince, The Time, Jimmy Jam & Terry Lewis en Ta Mara & the Seen. Andere groepen met hun basis in Minneapolis zijn: 
- Hüsker Dü, rockband
- The Jayhawks, countryrockband
- Lipps Inc., discoband
- The Replacements, alternatieve-rockband
- Andrews Sisters, zangtrio
- Soul Asylum, rockband
- New Power Generation (band), funk- en popband

Beroemd is het Minnesota Orchestra, opgericht in 1903 als het Minneapolis Symphony Orchestra, waarvan sinds 2023 Thomas Søndergård chef-dirigent is. Eerder waren onder anderen Eugene Ormandy, Dimitri Mitropoulos, Antal Doráti, Stanisław Skrowaczewski, Neville Marriner, Edo de Waart en Osmo Vänskä chef-dirigent.

## Geografie
De totale oppervlakte bedraagt 151,3 km², waarvan 142,2 km² bestaat uit land, en 9,1 km² uit water. Water maakt 6% van de totale oppervlakte uit.

(bron: United States Census Bureau).

## Demografie
Het aantal inwoners bedraagt 382.618, in 162.352 huishoudingen waarvan 73.870 gezinnen. De bevolkingsdichtheid bedraagt 2728 per km². Er zijn 168.606 huizen; 1186 huizen per km². Van de bevolking is 65,13% blank; 17,99% zwart; 7,63% latino; 6,13% Aziatisch; 2,19% indiaans; 0,08% afkomstig van de eilanden in de Stille Oceaan, 4,13% anders en 4,36% gemengd.

Minneapolis (en de zusterstad St. Paul) staan bekend in de VS vanwege het grote aantal Somalische immigranten dat hier is neergestreken. De voormalige Somalische president Hassan Sheikh Mohamud bezocht Minnesota 2x sinds tijdens zijn ambtsperiode (2012-2017). Somaliërs worden steeds actiever in de lokale politiek. Zodanig zelfs, dat Minneapolis sinds 2019 in het Huis van Afgevaardigden in Washington wordt vertegenwoordigd door Ilhan Omar, de eerste Somalisch-Amerikaanse, de eerste ex-vluchteling en een van de eerste vrouwelijke moslims in het Amerikaanse Congres.

## Sport
Minneapolis heeft verschillende sportclubs die uitkomen in een van de vier grootste Amerikaanse profsporten. Het gaat om:
- Minnesota Timberwolves (basketbal)
- Minnesota Twins (honkbal)
- Minnesota Vikings (American football)
- Minnesota Lynx (basketbal dames, kampioen in 2011, 2013, 2015 en 2017)

De Minnesota Wild (NHL ijshockey) vormen een andere grote sportclub, die spelen echter vanuit Saint Paul.
Daarnaast speelt voetbalclub Minnesota United FC in de Major League Soccer.
In 2006 werd het WK shorttrack in Minneapolis georganiseerd.

## Stedenband
- Eldoret (Kenia)

## Plaatsen in de nabije omgeving
De onderstaande figuur toont nabijgelegen plaatsen in een straal van 8 km rond Minneapolis.